# 景汝松
景 汝松（けい じょしょう、경여송）は、中国殷の貴族である。朝鮮氏族の泰仁景氏の始祖である。
景汝松は、箕子が朝鮮を征服した時に、箕子と共に箕子朝鮮を建国し、詩書・礼楽・礼儀・祭祀・冠婚葬祭・政治制度を朝鮮に教えた。